# Microgonia cariaria
Microgonia cariaria är en fjärilsart som beskrevs av Walker 1860. Microgonia cariaria ingår i släktet Microgonia och familjen mätare. Inga underarter finns listade i Catalogue of Life.